# 岩田合同法律事務所

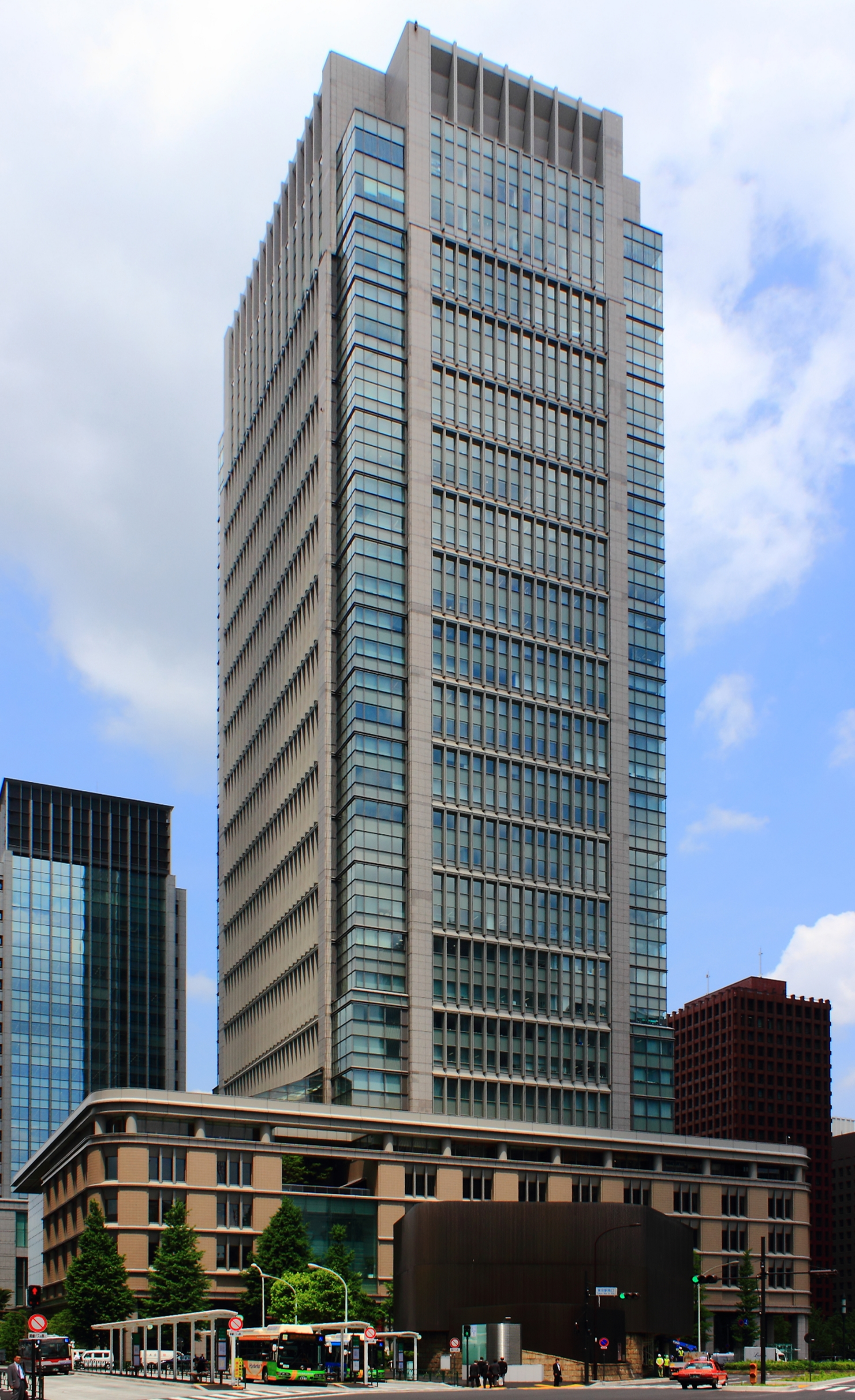
東京オフィス（丸の内ビルディング）

弁護士法人岩田合同法律事務所（いわたごうどうほうりつじむしょ、Iwata Godo: IG）は、日本の名門法律事務所。1902年に設立され、日本を代表する企業の法務顧問として、多数の企業法務案件に関与している。

## 概要
企業法務を専門とする大規模総合事務所。
設立当初より、名門事務所として、財閥、総合商社、電力会社、重電機メーカー、素材メーカー、印刷、製紙、不動産、建設、食品会社、政府系銀行、都市銀行、地方銀行、信託銀行、地域金融機関、保険会社、金融商品取引業者等、我が国の代表的な企業の法律顧問を担当している。
M&A（MBO等の第三者委員会リーガルアドバイザーを含む）、ファイナンス取引、競争法、労働法、知的財産法、IT・メディア・通信、データ保護、薬事法、企業コンプライアンス、AML・金融犯罪、環境法、危機管理、国際商取引の各分野において、専門的なリーガルサービスを提供する。また、コーポレート分野の大規模訴訟において豊富な実績を有し、創立以来数々の重要判例の生成に寄与してきた。
渉外分野においては、世界的な法律事務所ネットワークTerraLexのメンバーファームであるとともに、シンガポールの最大手法律事務所であるDrew & Napierと提携関係にあり、同事務所が形成するネットワークであるDrew Network Asia加盟のASEAN諸国法律事務所と緊密なコネクションを持つ。また、外資系大手法律事務所であるDS Avocats、上海市金茂律師法律事務所とも提携関係にある。これらのネットワークを通じて、世界各国におけるコーポレート・M＆A案件、ファイナンス取引案件、情報・テクノロジー案件、労働法案件、知的財産法案件、国際仲裁、海外裁判所における訴訟、当局対応・不正調査事案など極めて多岐にわたる国際取引案件等に対してリーガル・アドバイスを提供する。

## 歴史
1902年、後に司法大臣、貴族院議員、日本弁護士連合会会長、学士会会長などの政界、司法界、学界で活動した弁護士、岩田宙造によって、企業法務を専門とする日本の法律事務所の草分け的存在として設立された。現存する我が国の法律事務所の中で最古の法律事務所である。

## 沿革
- 1902 - 岩田宙造が築地に「岩田宙造法律事務所」を開設
- 1906 - 丸の内の三菱沖14号館に事務所を移転
- 1923 - 岩田宙造が第一東京弁護士会を設立
- 1962 - 旧丸の内ビルヂング5階へ移転
- 2002 - 新たに竣工した丸の内ビルディングに移転
- 2023 - 弁理士法人IGIP岩田合同国際知的財産事務所を設立[7]

## 所属弁護士等
- 田子 真也 - 一橋大学法科大学院特任教授、日興アセットマネジメント株式会社取締役監査等委員
- 外山 晴之 - 三井住友信託銀行株式会社顧問、元日本銀行国際局長
- 氷見野良三 - 日本銀行副総裁、元金融庁長官
- 林信光- 国際協力銀行代表取締役総裁、元国税庁長官
- 竹内洋 - 元三菱電機取締役、元ブリヂストン監査役、元王子製紙取締役、元第一東京弁護士会会長、元日本弁護士連合会副会長
- 中島 淳一 - 元金融庁長官
- 津田広喜- 元三菱重工業株式会社取締役、元株式会社大和証券グループ本社取締役、元東京電力顧問
- 細溝清史- 日本取引所自主規制法人理事長、元金融庁長官
- 野口 元郎- 元最高検察庁検事
- 中野 雅之- 元厚生労働省労働基準局長
- 島田 邦雄- 現島田法律事務所代表パートナー、東急株式会社社外取締役
- 圓道 至剛- 現島田法律事務所パートナー

## 所在地
- 東京都千代田区丸の内2-4-1 丸の内ビルディング15階、16階